# Thoiria
Thoiria település Franciaországban, Jura megyében. Lakosainak száma 183 fő (2022. január 1.). Thoiria Soucia, Meussia, Barésia-sur-l’Ain, Châtel-de-Joux és Coyron községekkel határos.

## Népesség
A település népessége az elmúlt években az alábbi módon változott:
| Lakosok száma | 158  | 130  | 148  | 158  | 196  | 205  | 192  | 185  | 184  | 183  |
|               | 1968 | 1982 | 1990 | 2006 | 2013 | 2015 | 2017 | 2019 | 2020 | 2022 |